# Театр Баден-Бадена
Театр Баден-Бадена (нем. Theater Baden-Baden) — городской театр Баден-Бадена, здание которого расположено на площади Гётеплатц; специально к открытию театра в августе 1862 года Гектор Берлиоз написал оперу «Беатрис и Бенедикт» по мотивам шекспировской комедии «Много шума из ничего»; в начале 1990-х годов здание было полностью отремонтировано.